# Esparta (Atlántida)

Esparta é uma cidade hondurenha do departamento de Atlántida. Em 2018, sua população era de 19 603 habitantes.